# Dixan
 (mai 2010).
Si vous disposez d'ouvrages ou d'articles de référence ou si vous connaissez des sites web de qualité traitant du thème abordé ici, merci de compléter l'article en donnant les références utiles à sa vérifiabilité et en les liant à la section « Notes et références ».
Dixan est une marque de lessive produite et commercialisée par Henkel en Belgique, Grèce, Italie, Autriche, Espagne et en Tunisie.

## Dixan
Dixan est introduit en Belgique en 1958. Vers 1979, Dixan est la première lessive en Belgique à pouvoir être utilisée dans une machine à laver à toutes les températures. C’est comme ça que naît la flèche colorée qui orne toujours l’emballage, le bleu symbolisant le froid et le jaune les températures très chaudes.
En 1985, Dixan joue pleinement son rôle de pionnier en introduisant la poudre concentrée, exigeant moins de produit par lavage. En 1992, elle est suivie par les Megaperls et les variantes liquides concentrées. 
Vers 1987, Dixan Liquide devient la première lessive (liquide) à pouvoir être utilisée en machine à laver. 
Depuis 1987, Dixan se positionne autour de la puissance de sa formule, occupant le marché en sa qualité de champion contre des taches.
En 2002, la marque introduit une lessive active dès les basses températures, à savoir 30 degrés. Vers 2008, il y a l’introduction d’une lessive active dès 20 degrés, rendue possible grâce à un nouveau mélange d’enzymes utilisé dans la formule de lavage originelle.
En 2009, Dixan lance les lessives super concentrées sous forme liquide. L’année suivante, Dixan introduit Dixan Extreme White, une formule contenant plus d’agents de blanchiment et de produits blanchissants optiques, disant pouvoir garantir ainsi un linge blanc d’une propreté extrême. Cette revendication est soutenue par un test de lavage vérifiant la préservation du blanc sur le coton, exécuté par un institut externe indépendant en décembre 2009. Cette étude révèle qu’à 40° et après 25 lavages, la poudre Dixan Extreme White peut garder le blanc plus blanc que la marque de lessive la plus vendue en Belgique.

## Histoire de Dixan en Belgique
- 1958 : Introduction Dixan en Belgique
- 1985 : Dixan en poudre concentré
- 1988 : Dixan liquide - Dixan sans phosphates
- 1992 : Dixan Megaperls
- 1996 : Dixan Blue Energy
- 1997 : Dixan Gel
- 1998 : Dixan Tabs
- 2002 : Dixan Liquids - Dixan Tabs & Gel: Cold Action
- 2006 : Introductie Dixan Lavende
- 2007 : Dixan Pure Freshness Gel
- 2008 : Dixan Pure Freshness Powder - Dixan Pure White
- 2009 : Dixan Super Power: 3x concentré - Dixan Ocean Power: 3x concentré
- 2010 : Dixan Extreme White Powder - Dixan Extreme White gel - Dixan Super Fresh gel

## Produits de Dixan en Belgique (2010)
- Dixan Lavende
- Dixan Super Fresh
- Dixan Extreme White
- Dixan Super Power 3 x concentré
- Dixan Ocean Power 3 x concentré
- Dixan détachant intégré + effet éclat